# Fist for Fight
Fist for Fight — перший альбом шведського павер-метал гурту Sabaton. Фактично являє собою компіляцію двох демозаписів, які група записала у 1999 та 2000 роках і потім самостійно випустила на CD. У 2001 році  був перевиданий італійською рекорд-лейблом Underground Symphony обмеженим тиражем, який вже розпродано.

## Список композицій
1. «Introduction» — 0:53
2. «Hellrider» — 3:45
3. «Endless Nights» — 4:48
4. «Metalizer» — 4:42
5. «Burn Your Crosses» — 5:27
6. «The Hammer Has Fallen» — 5:46
7. «Hail to the King» — 4:09
8. «Shadows» — 3:32 — присвячена назгулам.
9. «Thunderstorm» — 3:07
10. «Masters of the World» — 3:57
11. «Guten Nacht» (Bonus Track) — 1:11
12. «Birds of War» (Previously Unavailable) — 4:53

## Виконавці
- Joakim Brodén — вокал
- Rickard Sundén — гітари
- Oskar Montelius — гітари
- Pär Sundström — бас-гітара
- Daniel Mullback — ударні